# Janusz M. Przybylski
Janusz Marian Przybylski (ur. 2 grudnia 1939 w Łodzi) – polski dyrygent operowy i symfoniczny, profesor sztuk muzycznych, pedagog.

## Wykształcenie i działalność pedagogiczna
Ukończył Państwową Wyższą Szkołę Muzyczną w Łodzi, ukończył w tej uczelni dwa wydziały: instrumentalista (klasa altówki prof. Zbigniewa Friemana) oraz wydział teorii, kompozycji i dyrygentury (klasa prof. Tomasza Kiesewettera, dyplom z wyróżnieniem).
W 1972 r. otrzymał stypendium Rządu Włoskiego i kształcił się we Włoszech pod kierunkiem dyrygenta Franco Ferrary.
W latach 1975–1976 odbył studia aspiranckie w Konserwatorium Leningradzkim im. Nikołaja Rimskiego-Korsakowa w klasie prof. Arvīdsa Jansonsa. Od 1976 r., po powrocie do kraju, wykładał jako docent kontraktowy w Państwowej Wyższej Szkole Muzycznej w Gdańsku.
W latach 1991–2007 był profesorem nadzwyczajnym Akademii Muzycznej im. Stanisława Moniuszki w Gdańsku, w której powołał klasę dyrygentury symfonicznej i operowej przy Wydziale Teorii, Kompozycji i Dyrygentury. Założył także i kierował Podyplomowymi Studiami dla Dyrygentów Orkiestr Dętych.
W 1992 r. ukończył Podyplomowe Studium Kształcenia Menedżerów przy Uniwersytecie Gdańskim.
W październiku 2010 r. otrzymuje z rąk Prezydenta Rzeczypospolitej Polskiej Bronisława Komorowskiego nominację profesora sztuk muzycznych.
Od października 2013 r. współpracuje z Wydziałem Wokalno-Aktorskim Uniwersytetu Muzycznego Fryderyka Chopina w Warszawie.

## Kariera
Jeszcze podczas studiów instrumentalnych podjął pracę w orkiestrze Państwowej Filharmonii w Łodzi.
Od 1964 r. kierował chórem zawodowym Filharmonii Krakowskiej, na zaproszenie ówczesnego Dyrektora Artystycznego, Henryka Czyża, gdzie przygotował chóry do nagrań płytowych Pasji wg św. Łukasza Krzysztofa Pendereckiego (wraz z Henrykiem Czyżem i Józefem Suwarą otrzymał w 1967 r. nagrodę Grand Prix du Disque).
W latach 1970–1980 był Dyrektorem Artystycznym Filharmonii Olsztyńskiej. Od 1980 r. był kierownikiem muzycznym Warszawskiej Opery Kameralnej, w latach 1982–1984 zastępcą Dyrektora Naczelnego i Artystycznego Teatru Wielkiego w Warszawie, pracował równocześnie w Akademii Muzycznej w Warszawie prowadząc jej orkiestrę symfoniczną.
W latach 1984–1993 był Dyrektorem Artystycznym Opery Bałtyckiej, a następnie Filharmonii Bałtyckiej.
Od września 1994 do czerwca 1996 r. był Dyrektorem Artystycznym Opery Narodowej w Skopju (Macedonia).
W latach 1997–1999 był konsultantem artystycznym Filharmonii w Koszalinie i w Olsztynie.
Od września 2003 do grudnia 2007 r. ponownie był Kierownikiem Muzycznym Opery Bałtyckiej.
W latach 2008–2011 pełnił funkcję Dyrektora Artystycznego Warmińsko-Mazurskiej Filharmonii w Olsztynie. W październiku 2009 r. z jego inicjatywy powstał Chór Warmińsko-Mazurskiej Filharmonii im. Feliksa Nowowiejskiego w Olsztynie.

## Działalność artystyczna
Dyrygował większością najbardziej znanych dzieł operowych, m.in. Giuseppe Verdiego (zrealizował niemal wszystkie jego opery, m.in. Ernani, Zbójcy, Don Carlos, Makbet, Rigoletto, Traviata, Aida, ponad 200 razy prowadził Nabucca), Giacoma Pucciniego (m.in. Siostra Angelica, Madama Butterfly, Cyganeria, Manon Lescaut, Turandot), Piotra Czajkowskiego (Eugeniusz Oniegin, Dama pikowa), Wolfganga Amadeusza Mozarta (Czarodziejski flet, Wesele Figara, Don Giovanni).
Dyrygował także dziełami Richarda Straussa (Kawaler srebrnej róży), Georga Friedricha Haendla (Amadys z Gauli). Realizował wielką muzykę symfoniczną (m.in. symfonie i koncerty Johannesa Brahmsa, Gustava Mahlera) i oratoryjną (m.in. Requiem Giuseppe Verdiego, Requiem Wolfganga Amadeusa Mozarta, Małą mszę uroczystą Gioacchina Rossiniego). Prowadził przedstawienia baletowe (m.in. Coppélia Léo Delibesa, Romeo i Julia Siergieja Prokofjewa).
Występuje na wszystkich ważniejszych scenach i estradach koncertowych Polski.
Od 1 listopada 1999 do 6 lutego 2000 r. odbył tournée europejskie z Orkiestrą i Baletem Teatru z St. Petersburga z którym nadal współpracuje.
Współpracował również z Narodowym Akademickim Teatrem Wielkim Opery i Baletu w Mińsku w Mińsku, Państwowym Teatrem Opery i Baletu z Woroneża, Moscow Imperial Balett oraz Filharmonią i Operą Lwowską, gdzie w 2004 r. prowadził pierwsze po wojnie i pierwsze od ponad 100 lat wystawienie w języku polskim Strasznego dworu Stanisława Moniuszki, w reżyserii Roberta Skolmowskiego, koprodukcja z Operą Dolnośląską.
W roku 2010 zrealizował w Olsztynie projekt Symfonia Ulicy, zderzający muzykę symfoniczną z rapem.
Dokonał wielu nagrań płytowych, a także dla potrzeb radia, telewizji i filmu.

## Życie prywatne
Mąż Danuty, ojczym Michała, ojciec Witolda.

## Ordery i odznaczenia
- Krzyż Kawalerski Orderu Odrodzenia Polski (25 sierpnia 2011)[13]
- Złoty Medal „Zasłużony Kulturze Gloria Artis” (8 czerwca 2021)[14]
- Srebrny Medal „Zasłużony Kulturze Gloria Artis” (25 września 2007)[14]
- Medal Komisji Edukacji Narodowej (2001)[15]
- Odznaka Honorowa za Zasługi dla Województwa Warmińsko-Mazurskiego (2006)[16]
- Medal Św. Jakuba (dwukrotnie: 2006, 2010)[17][18]
- Order Emira Kuwejtu (1995)[12]

## Nagrody i wyróżnienia
- nagroda Grand Prix du Disque (wraz z Henrykiem Czyżem i Józefem Suwarą) za nagranie płytowe Pasji wg św. Łukasza Krzysztofa Pendereckiego (1967)
- nagroda niemieckich krytyków muzycznych za najlepsze przedstawienie roku 1986 i 1989 wystawione i prezentowane w Niemczech (Traviata i Nabucco) (1986, 1989)
- Nagroda Artystyczna Gdańskiego Towarzystwa Przyjaciół Sztuki w dziedzinie muzyki, za kierownictwo muzyczne przedstawienia opery Straszny dwór we Lwowie (2004)[12]
- Nagroda Prezydenta Miasta Gdańsk w Dziedzinie Kultury z okazji jubileuszu 35-lecia pracy artystycznej (2007)[19]
- Nagroda Muzyczna „Fryderyk” – za nagranie płyty Missa Pro Pace Feliksa Nowowiejskiego (2010)[20]